# Бог вітру (Японія)

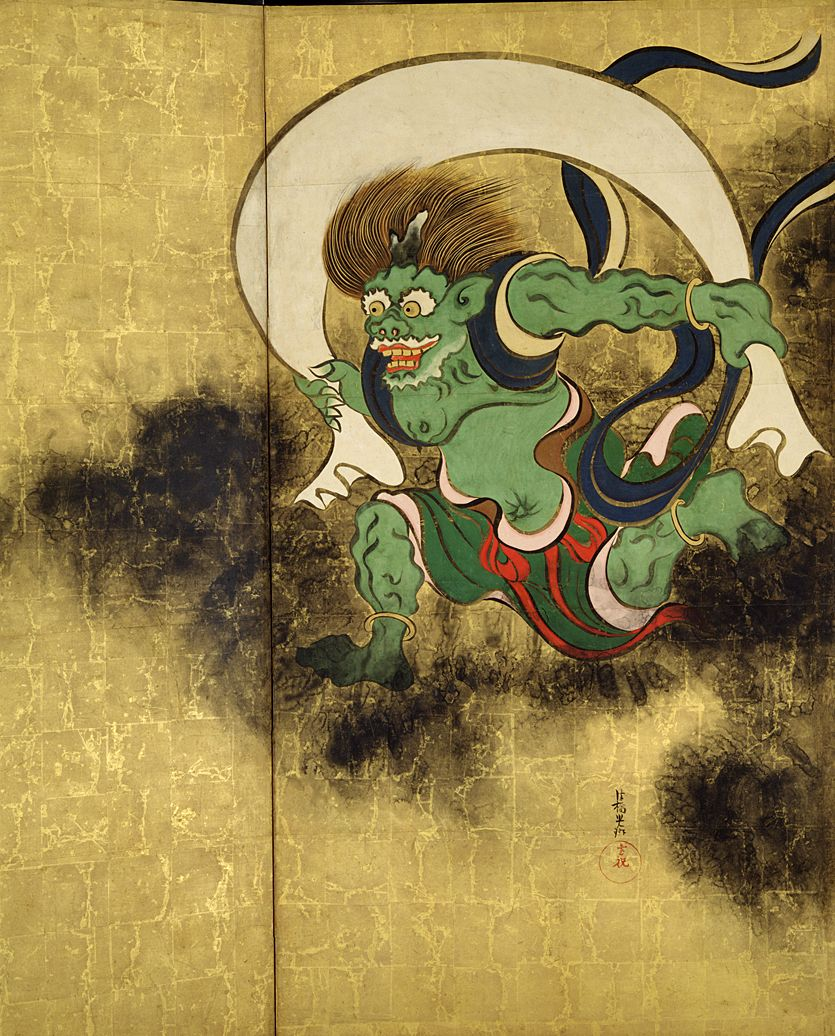
Фудзін, малюнок Тавараї Сотацу, 17 ст.

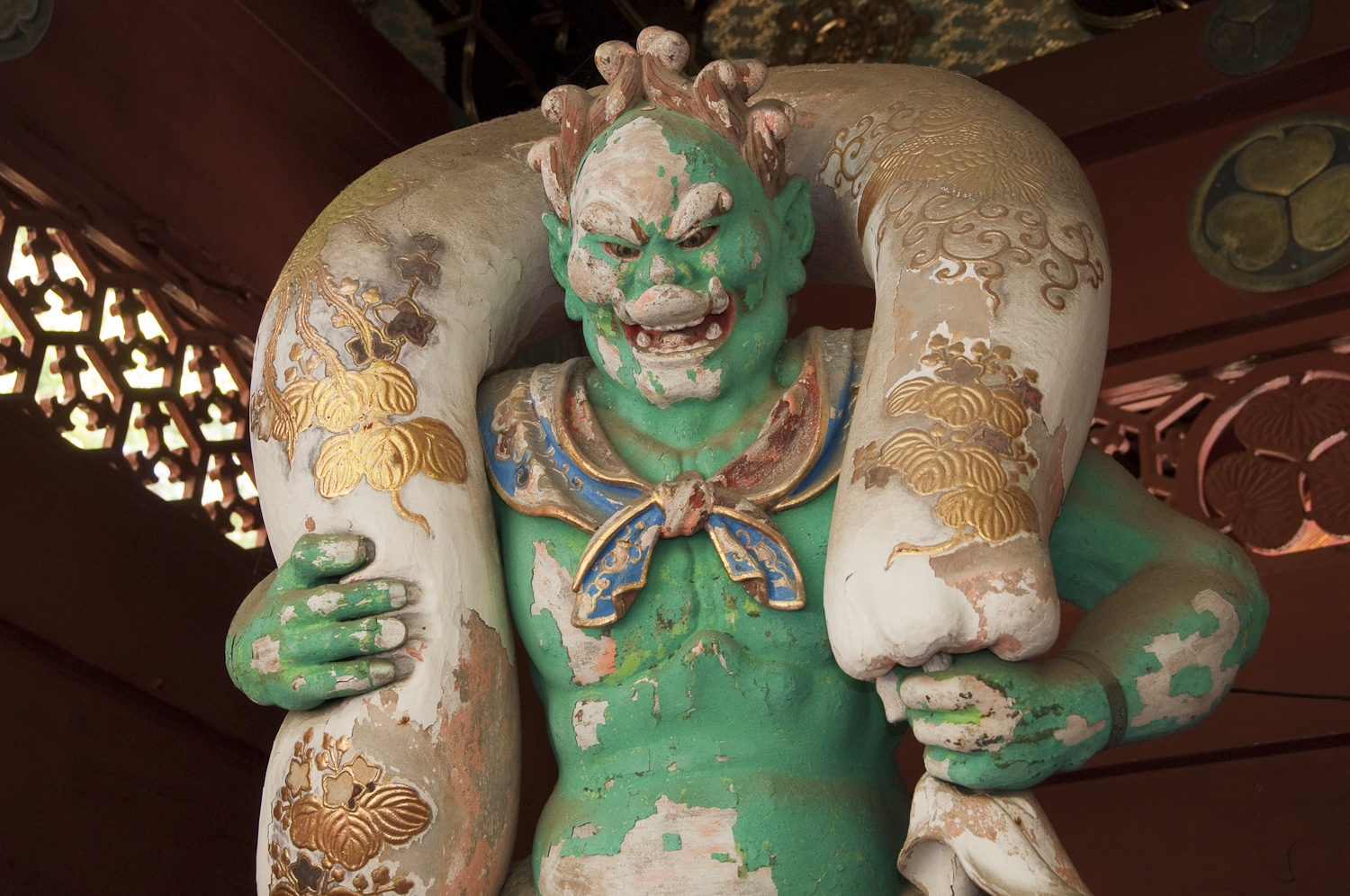
Статуя Фудзіна у Рінно-дзі, Нікко.

Фудзін (яп. 風神) або Футен (яп. 風天) — японський бог вітру, один з найстаріших синтоїстських богів. Його зображують як демона, схожого на рудого зеленошкірого гуманоїда в шкурі леопарда, що несе на плечах великий мішок вітру. Згідно з традицією, він існував ще до створення світу і випустив вітри зі свого мішка для очищення новоствореного світу від імли. Лише в цьому випадку сонце могло осяяти своїми променями й зігріти землю.За традицією японського буддизму, Фудзін і його друг, бог грому Райдзін, спочатку були злими демонами, що вели запеклу боротьбу з Буддою. В результаті битви між небесним воїнством Будди та демонами Фудзін і Райдзін потрапили в полон, покаялися і тепер служать добру як божества з охорони Будди.

## Міфи
За словами Кодзікі, Фудзін і його брат Райдзін народилися від Ідзанамі після її смерті.
Коли Ідзанагі спустився до Йомі, щоб забрати свою дружину, він побачив її як розкладаючийся труп, покритий демонами. Ідзанагі відмовився від неї, що розлютило Ідзанамі, змусивши її та кількох монстрів погонитись за Ідзанагі. Тоді Ідзанагі заблокував вхід до Йомі. Проте кілька демонів і оні втекли з підземного світу через тріщину в кам’яній брилі, включно з Фудзіном і його братом Райдзіном.

## В сучасному мистецтві
- Фудзін та Райдзін зустрічаються в аніме та манзі Gantz як прибульці.